# 図書町
図書町は、愛知県名古屋市熱田区・南区の地名。

## 歴史

### 町名の由来
加藤図書助の名前に由来する。

### 沿革
- 1938年（昭和13年）3月1日 - 熱田区豊田町・熱田東町の各一部により、同区図書町が成立[3]。
- 1958年（昭和33年）1月16日 - 一部が南区に編入され、同区図書町が成立[3]。
- 1981年（昭和56年）9月20日 - 熱田区図書町が伝馬二丁目・伝馬三丁目にそれぞれ編入され消滅[3]。
- 1985年（昭和60年）11月3日 - 南区図書町が同区内田橋一丁目・内田橋二丁目にそれぞれ編入され消滅[4]。